# Cách tiếp cận của các bên liên quan

Các bên liên quan bên trong và bên ngoài

Trong quản lý, cách tiếp cận của các bên liên quan cho thấy các nhà quản lý nên xây dựng và thực hiện các quy trình thỏa mãn nhu cầu của các bên liên quan để đảm bảo sự thành công lâu dài của công ty. Theo mức độ tham gia của các nhóm khác nhau, công ty có thể tận dụng sự không hoàn hảo của thị trường để tạo ra các cơ hội có giá trị. Nó nhấn mạnh quản lý tích cực của môi trường kinh doanh, các mối quan hệ và thúc đẩy lợi ích chung. Cách tiếp cận này dựa trên lý thuyết về các bên liên quan phát sinh như một đối trọng với cách hiểu chủ yếu về kinh doanh và quản lý tập trung vào sự hài lòng của cổ đông. Việc thực hiện phương pháp này có thể củng cố các giá trị vững chắc và tạo ra lợi thế cạnh tranh. Tuy nhiên, nó đã bị chỉ trích vì đánh giá quá cao các bên liên quan và khó đạt được sự đồng thuận. 

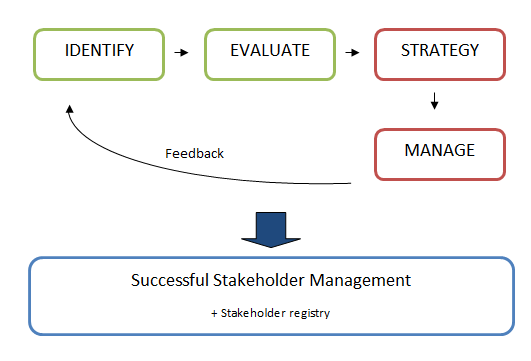
Quy trình quản lý các bên liên quan

## Tính hữu ích

### Lợi thế cạnh tranh
Cách tiếp cận này có nhiều khả năng tạo ra lợi thế cạnh tranh bởi vì nó tạo ra một liên kết giữa công ty và các bên liên quan. Cái sau sẽ nhận thấy việc áp dụng mạch lạc các giá trị tổ chức và sẽ liên kết các giá trị đó với chính nó. Theo cách đó, công ty sẽ có thông tin cần thiết về các bên liên quan để đối xử tốt với họ và phát triển các sáng kiến quan trọng. Bằng cách đó, uy tín và lòng trung thành của công ty sẽ được củng cố giữa các khách hàng và các bên liên quan khác, nó sẽ tạo ra nhận thức thương hiệu mạnh mẽ hơn và sẽ tăng niềm tin vào công ty. Ngay cả khi có những giới hạn về lòng trung thành và danh tiếng có thể bị tổn hại, hai yếu tố chính đó có thể tạo ra sự khác biệt lớn tạo ra rào cản cho các công ty khác có thể muốn có thông tin về các chức năng tiện ích của các bên liên quan. Một công ty tuân theo cách tiếp cận của các bên liên quan sẽ có được thông tin cần thiết để đáp ứng nhu cầu của các bên liên quan, giúp phát triển chuyên môn dễ dàng hơn. Những kỹ năng có được có thể được truyền tải, phát huy và củng cố trong toàn bộ hoạt động kinh doanh của công ty tạo ra năng lực cốt lõi. Theo thời gian, cách tiếp cận này có thể trở thành một vấn đề không thể thiếu trong văn hóa tổ chức.

### Tạo giá trị thông qua đổi mới
Các công ty quản lý cho các bên liên quan có nhiều khả năng thu hút lực lượng lao động chất lượng cao hơn. Sự hài lòng trong công việc của nhân viên có ảnh hưởng đến khả năng của công ty trong việc thúc đẩy sự đổi mới. Những người lao động hài lòng với công việc của họ có nhiều khả năng tham gia vào suy nghĩ lâu dài và tạo ra những ý tưởng có giá trị. Những công ty đó có thể sử dụng thông tin về các bên liên quan để đưa ra những cách mới để đáp ứng họ. Có đi có lại là một khía cạnh quan trọng trong cách tiếp cận này: khi các bên liên quan đều được hưởng lợi, họ có nhiều khả năng để lộ thông tin về chức năng hữu ích của họ. Đó là lý do tại sao các công ty và nhà quản lý doanh nghiệp có thể đáp ứng tốt hơn nhu cầu của người tiêu dùng bằng cách hiểu khách hàng và nhà cung cấp của chính họ và sử dụng thông tin này một cách chiến lược và linh hoạt.

## Giới hạn

### Bất đồng lợi ích
Hàm ý của tất cả các bên liên quan có thể tạo ra các quan điểm khác nhau gây khó khăn cho việc đạt được sự đồng thuận. Mỗi bên liên quan có thể quan tâm chủ yếu về lợi ích hoặc lợi ích riêng của mình. Cố gắng thỏa mãn một số lượng lớn người tham gia sẽ làm phức tạp việc quản trị. Nó có thể dẫn đến tốn thời gian tham gia vào tất cả các bên. Hơn nữa, trong cách tiếp cận này, một sự bình đẳng của các bên liên quan và kinh doanh được ngụ ý trong việc đàm phán các vấn đề cùng quan tâm. Giả định đó đã được phê phán về sự bất bình đẳng về tài nguyên, sức mạnh đàm phán và thời gian cần thiết. Việc xác định giá cả và chi phí cơ hội cho các bên liên quan khác nhau khó khăn và làm giảm khả năng hoạt động của phương pháp này.

### Đánh giá cao các bên liên quan
Nó đã được đề xuất rằng có được thông tin về các chức năng tiện ích của các bên liên quan có thể tạo ra chi phí vượt quá lợi ích. Do đó, trong ý định tạo ra giá trị, việc quản lý cho các bên liên quan có thể sẽ phân bổ quá nhiều tài nguyên cho các bên liên quan. Ngoài ra, có tính đến việc sức mạnh giữa các bên liên quan là không bằng nhau, một số chủ thể mạnh mẽ có thể nhận được nhiều lợi nhuận của công ty. Và với sự phân phối giá trị đó, các cổ đông không thể mong đợi tối đa hóa lợi nhuận.